# Американская энциклопедия
Америка́нская энциклопе́дия (англ. Encyclopedia Americana, «Американа») — универсальная энциклопедия, издающаяся в Нью-Йорке, являющаяся одной из самых крупных энциклопедий на английском языке.
В энциклопедии содержится более 45 тысяч статей, в большей части которых — более 500 слов. В написании энциклопедии принимали участие 6500 человек, результат работы — 9000 библиографий, 150 000 перекрёстных ссылок, более 1000 таблиц, 1200 карт, и около 4500 чёрно-белых и цветных иллюстраций.
На данный момент энциклопедия доступна по интернет-подписке.

## История
Согласно одним сведениям, первое издание энциклопедии вышло в 16 томах в 1903—1904 годах, второе издание — в 30 томах в 1918—1920 годах, и с 1945 года издаётся издательской корпорацией «Грольер» (Grolier).
По другим данным, первое 13-томное издание было выпущено между 1829 и 1833 годами компанией Carey, Lea & Carey, и в 1846 был выпущен дополнительный, 14-й том, и этот вариант переиздавался приблизительно до 1858 года. Отдельная Encyclopedia Americana была опубликована в 1883—1889 годах J. M. Stoddart, как приложение к американскому переизданию девятой Британники, но эта работа не имела ничего общего с более ранним изданием.
В 1902 году издание, основанное на ранее собранном материале, было издано в 16 томах под супервизией журнала Scientific American. Сотрудничество с журналом было прервано в 1911 году, и с 1907 по 1912 год энциклопедия публиковалась под названием The Americana.
Новое издание 1918—1920 годах в 30 томах выходило под редактурой Джорджа Эрвина Райнса. С 1923 по 2000 год публиковались также ежегодники.
Наконец, в 1945 году энциклопедию приобрела компания Grolier, которая, в свою очередь, в 1988 году была приобретена компанией Hachette. В 1995 году была издана первая версия Американской энциклопедии на компакт-дисках, а в 1997 году появилась онлайн-версия.